# Judy Chu
Judy May Chu (cinese tradizionale: 趙美心; pinyin: Zhào Měixīn; Los Angeles, 7 luglio 1953) è una politica statunitense di origini cinesi, membro del Partito Democratico e deputata al Congresso per lo stato della California dal 2009.

## Biografia
La Chu è nata nella città di Los Angeles da due immigrati cinesi. Suo padre, Judson Chu, era un veterano cinese americano della seconda guerra mondiale nato in California, e sua madre, May, era una sposa di guerra originaria di Jiangmen, Guangdong. Chu è cresciuta a South Los Angeles, vicino alla 62nd Street e Normandie Avenue , fino alla sua prima adolescenza, quando la famiglia si è trasferita nella Bay Area. 
Nel 1974, Chu ha conseguito una laurea in matematica presso l'UCLA. l'Università della California - Los Angeles. Nel 1979, ha conseguito un dottorato di ricerca in psicologia presso la California School of Professional Psychology del campus di Los Angeles della Alliant International University. 
Inoltre è stata sindaco di Monterey Park e ha ricoperto l'incarico per tre mandati. Nel 2008, quando Hilda Solis è stata nominata Segretario del Lavoro nell'amministrazione Obama, il suo posto alla Camera dei Rappresentanti si è reso libero e così la Chu si è candidata per sostituirla e ha vinto le elezioni.

## Vita privata

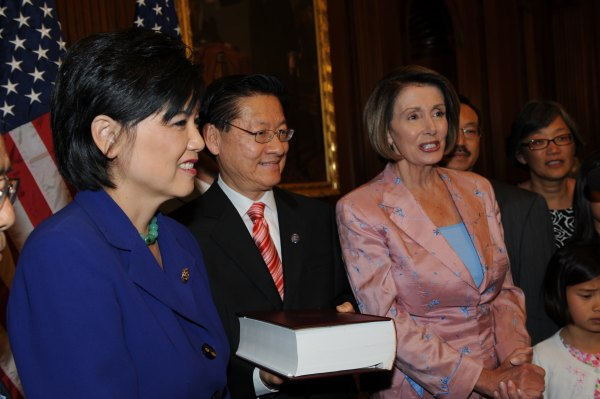
Chu e suo marito Mike Eng, con Nancy Pelosi, alla cerimonia di giuramento di Chu alla Camera dei Rappresentanti degli Stati Uniti

Chu ha sposato Mike Eng nel 1978. Vivono a Monterey Park. Eng ha preso il posto di Chu nel consiglio comunale di Monterey Park nel 2001, quando Chu ha lasciato il consiglio dopo essere stata eletta all'Assemblea, e nel 2006 ha preso il posto di Chu nell'Assemblea di Stato della California quando Chu quando lei ha ottenuto un seggio al Congresso.
Il nipote di Chu, il caporale Harry Lew, un marine statunitense, è morto suicida mentre prestava servizio in Afghanistan il 3 aprile 2011, presumibilmente a causa del nonnismo da parte di altri marines dopo che Lew si sarebbe addormentato ripetutamente durante la sua guardia. Chu ha descritto suo nipote come un americano patriottico e ha affermato che i responsabili devono essere assicurati alla giustizia.
Nel dicembre 2019, Chu e suo fratello Dean Chu hanno donato 375.000 dollari al Chinese American Museum di Los Angeles, in California.